# Fernet

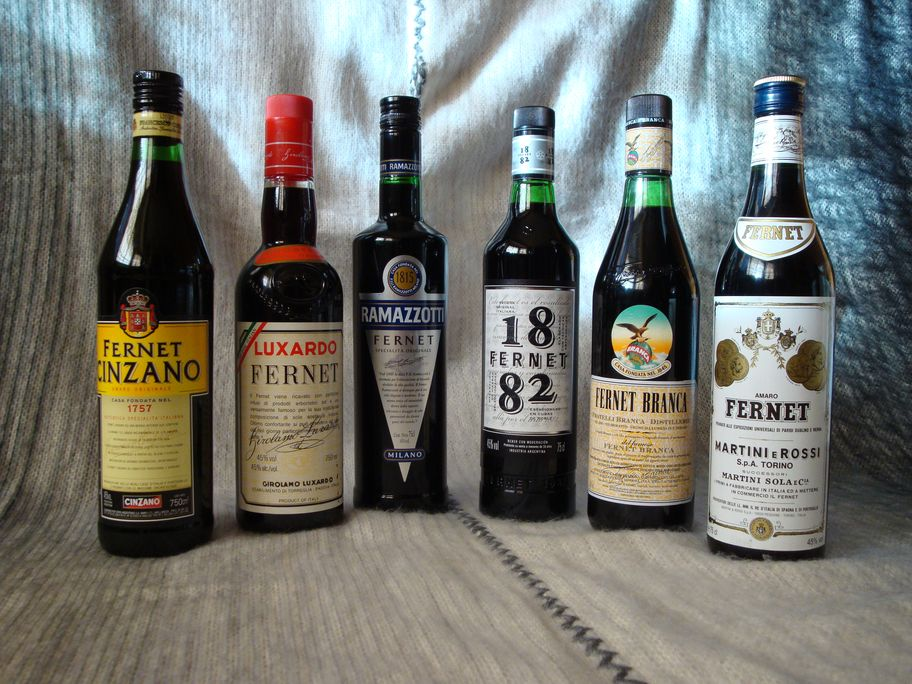
Flessen fernet van verschillende merken. Bekende merken zijn Fernet Branca en Fernet Stock.

Fernet is een soort amaro, een van oorsprong Italiaanse kruidige, bittere sterkedrank. Fernet wordt gemaakt met een aantal kruiden en specerijen, die verschillen per merk, maar die meestal mirre, rabarber, kamille, kardemom, aloë en in het bijzonder saffraan omvatten. De basis van fernet wordt gevormd door uit druiven gedestilleerde sterkedrank. Ten slotte wordt de drank gekleurd met karamelkleurstof. Het alcoholpercentage van het eindproduct bedraagt doorgaans zo'n 45%. De smaak van fernet wordt weleens omschreven als "Listerine met de smaak van zwarte drop" of als "Jägermeister zonder de suiker".
Fernet wordt doorgaans opgediend als een digestief na de maaltijd. Het kan ook bij de koffie of gemengd met koffiedranken geserveerd worden. Fernet wordt gedronken op kamertemperatuur of met ijsblokjes.
De drank is erg populair in Argentinië en de San Francisco Bay Area. Argentinië produceert jaarlijks zo'n 25 miljoen liter fernet. In de San Francisco Bay Area is het drankje al populair sinds voor de Drooglegging. De Bay Area is goed voor een aanzienlijk aandeel van de consumptie van fernet in de Verenigde Staten, misschien zelfs 70%. Bars in San Francisco serveren fernet meestal als shot, gevolgd door een glas ginger ale.